# Meir Argov
Pour les articles homonymes, voir Argov.
Meir Argov (en hébreu : מאיר ארגוב), né en 1905, décédé le 24 novembre 1963 est un homme politique israélien.

## Biographie
Il naît sous le nom de Meyer Grabovsky, dans l'Empire russe aujourd'hui en Moldavie, précisément en Transnistrie. Il a étudié à l'Université de Kiev. Il rejoint le mouvement HeHalutz. Il est arrêté en 1922 puis en 1924 pour activités sionistes et est expulsé de l'Union soviétique.
En 1927, il émigre en Palestine mandataire et travaille dans l'agriculture. De 1929 à 1939, il travaille pour la commune de Petah Tikva. En 1940, il rejoint l'Forces armées britanniques dans la brigade juive. Il combat en Italie durant la campagne d'Italie. 
En 1948, il est parmi les signataires de la Déclaration d'indépendance de l'État d'Israël (toujours sous le nom de Meyer Grabovsky). Il représente le parti politique Mapaï (parti politique). Il est élu et réélu membre de la Knesset en 1949, 1951, 1955, 1959 et 1961.
Il décède dans son bureau à Tel Aviv-Jaffa en 1963.